# Skotland kalder
|  | Denne artikel er oprettet af botten Steenthbot ud fra en ekstern database. Den kan derfor have sproglige fejl eller mangler. Denne skabelon kan fjernes efter kontrol af indholdet. |

Skotland kalder er en dansk dokumentarfilm fra 1980 instrueret af Aksel Hald-Christensen.

## Handling
En turist- og feriefilm fra Skotland. Turen indeholder fine billeder fa Abbotsford, Edinburgh, St Andrews, Aberdeen, Loch Ness, Isle of Skye, Fort William, Glencoe, Loch Lomond og Glasgow. Og der er længere omtaler af de skotske litterære helte Walter Scott og Robert Burns.